# Пономарёв, Ардальон Николаевич
Ардальон Николаевич Пономарёв — российский химик, заслуженный деятель науки Российской Федерации.
Родился 13.01.1932.
Окончил инженерный физико-химический факультет Московского химико-технологического института им. Д. И. Менделеева (1954) и аспирантуру Института химической физики АН СССР (1958, с защитой кандидатской диссертации).
До 1987 г. работал там же, в ИХФ. Доктор химических наук (1970), профессор (1977).
В 1964—2002 заведующий лабораторией источников излучений; в 1987—2002 директор Филиала Института энергетических проблем химической физики РАН — заместитель директора института. С 2002 главный научный сотрудник Лаборатории источников излучения Филиала Института энергетических проблем химической физики РАН.
Научные интересы:
- Радиационная химия. Кинетика и механизм радиационной полимеризации. Научные основы радиационно-химических технологических процессов.
- Макрокинетика химических процессов в полях радиочастотных излучений. Научные основы технологических процессов в полях радиочастотных излучений.
- Плазмохимия. Кинетика и механизм плазмохимического формирования полимерных плёнок.

## Из библиографии
Автор (соавтор) около 260 опубликованных научных работ, 76 авторских свидетельств и патентов РФ, 5 иностранных патентов.
- Современное состояние аналитической химии титана / Б. Н. Мелентьев, А. И. Пономарёв. — Москва : [б. и.], 1959. — 27 с.; 20 см. — (Рефераты докладов на Совещании по редким и полупроводниковым элементам).

## Почётные звания и награды
Заслуженный деятель науки Российской Федерации (2007).
Награждён медалью ордена «За заслуги перед Отечеством» II степени (1999).